# Зимбабве
Република Зимбабве (на английски: Republic of Zimbabwe) е държава в Южна Африка без излаз на море, разположена между реките Лимпопо и Замбези. Столица на страната е град Хараре. Граничи с Република Южна Африка на юг, Ботсвана на югозапад, Замбия на север и Мозамбик на изток. Официалните езици са три – английски, шона и ндебеле.
В началото на 20 век Британската южноафриканска компания оформя два протектората в Южна Африка – Северна и Южна Родезия, наречени на крупния британски диамантен магнат Сесил Роудс. През 1964 година на Северна Родезия е дадена независимост и от нея се образува Замбия, а Южна Родезия обявява едностранно независимост през 1965 година. От 1970 г. до 1979 г. тя просъществува като непризната република, управлявана от бялото малцинство, начело с Иън Смит. Водената още от 1964 година „освободителна“ война на черното мнозинство (наречена Родезийска война или Втора Чимуренга) се разгаря с пълна сила през 1970-те и завършва със свалянето на бялото малцинство от власт, връщането за кратко към статут на колония и даване на независимост от Британската корона през 1980 г. Оттогава насам Зимбабве се управлява от Робърт Мугабе.

## География
Зимбабве е държава без излаз на море в Южна Африка, разположена между 15° и 23° ю. ш. и 25° и 34° и. д. Граничи с Южна Африка на юг, Ботсвана на запад и югозапад, Замбия на северозапад и Мозамбик на изток и североизток. Страната заема площ от 390 757 km².
Температурите са умерени (средните им месечни стойности варират между 14° и 22 °C) в зависимост от височината. Валежи падат предимно в периода ноември-март (1400 mm в източната част на страната до 400 mm в долината Лимпопо).

## История

### Предколониален период
Едни от най-древните хора, населявали платото на Родезия, са били пигмеите. През 8 век те се смесват с представители на земеделската група шона, част от народността банту, които започват да добиват злато и мед от богатите находища в района. През 11 век друга етническа група, установила се по тези земи, започва да изработва каменни изделия и паметници, много от които са се запазили и до днес. Около 15 век владенията със столица Зимбабве се обединяват в империя, наречена Мономотапа, която контролира търговията със злато (основни купувачи са арабите и португалците, установили се по крайбрежието). През 16 век империята Мономотапа се разпада на четири части, всяка една от който продължава да търгува със злато и слонова кост, разменяйки ги предимно за платове. Португалците подкрепят основната власт на Мономотапа, което ги въвлича в многобройни местни конфликти. Те обаче получават и привилегиите да експлоатират някои от залежите на полезни изкопаеми през 17 век. През 1684 г. водачът на народността рози предприема завоевателски поход към платото на Родезия. Португалската експанзия замира, но започва отново през 18 век. През 1830 г. на територията на Мономотапа нахлуват войници нгони, прогонени от Натал при разрастването на зулуската империя на Шака. Те разрушават държавните структури, създадени от народността рози, и отвеждат на север много пленници, принадлежащи към групата шона. Последните завоеватели по тези земи са представители на народността ндебеле, които през 1837 г. са прогонени от Трансваал от холандските заселници. Водачът на ндебеле се нарича Мзиликази. Той успява да изгради държава със зулуски тип управление, затваря мините в района и започва да развива земеделието.

### Колониален период
През 1896 – 1897 г. войните на ндебеле подкрепят въстанието на групата Шона срещу Британската Южноафриканска компания, след което са изолирани в резервати. Южна Родезия е създадена през 1911 г. и е обявена за британска колония през 1923 г. През 1912 г. белите колонизатори отказват да се присъединят към Южноафриканския съюз. След Втората световна война броят на белите имигранти в района нараства. От 1953 г. до 1963 г. Южна Родезия е част от федерацията Родезия и Нясаленд. След разпадането на федералния съюз, премиерът И.Смит обявява едностранно независимостта на Южна Родезия (1965 г.), която е преименувана на Родезия.

### Независимост
След приемането на републиканската конституция през 1970 г. връзките с Великобритания са прекъснати. ООН осъжда расистката политика в новата държава. Премиерът Смит подобрява отношенията с Южна Африка, за да излезе от изолация. Чернокожото население се включва в съпротивителни движения. Икономическите санкции, наложени от Великите сили, както и партизанската борба, принуждават И. Смит да подаде оставка. През 1979 година страната е преименувана на Зимбабве-Родезия.
През 1979 г. в Лондон се провежда конференция, която подготвя обявяването на независимостта на Родезия. На изборите през февруари 1980 г. лидерът на социалистическата партия Робърт Мугабе е избран за министър-председател. Независимостта е провъзгласена на 18 април. Канаан Банана е избран за президент на Зимбабве. От 1984 г. страната поема по пътя на „социалистическата революция“. През 1988 г. в Зимбабве е въведен режим на еднопартийно управление, след сливането на двете основни политически сили. През 1987 г. с промяна в конституцията е премахната практиката бялото малцинство в страната да има отделна група представители в парламента. В страната е установен президентски режим, а Мугабе поема и функциите на премиер. Той е преизбран на поста през 1990 г., но все пак се отказва от идеята да наложи социалистическо, еднопартийно управление. През следващите години основният политически проблем в страната е свързан с национализацията на земите, принадлежащи на бялото малцинство.

## Държавно устройство
Република с конституция от 1980 г., поправена многократно. Президентът на републиката изпълнява функциите и на премиер с 6-годишен мандат. Еднокамерен парламент. Събрание от 150 души, 120 от които се определят чрез общи избори за период от 6 години.

## Административно деление
Зимбабве е разделена на 8 провинции и 2 града със статут на провинция. Всяка провинция е разделена на окръзи, а окръзите – на общини. Окръзите са общо 59, а общините – 1200.
Областите са:
1. Булавайо (град със статут на област)
2. Хараре (град със статут на област)
3. Маникаленд
4. Централен Машоналенд
5. Източен Машоналенд
6. Западен Машоналенд
7. Масвинго
8. Северен Матабелеленд
9. Южен Матабелеленд
10. Мидлендс

Имената на днес съществуващите области произлизат основно от имената на Машоналанд и Матабелеланд – племенните земи на племената Машона и Матабеле преди колонизацията.

## Население
Най-голям дял от населението на страната принадлежи на групата народи „банту“ (98%), 71% от което принадлежи на етническата група шона (МаШона), а 16% на етническа група ндебеле (МаТабеле). След извоюването на независимостта на страната делът на бялото население рязко спада (2002 година – 50 000) най-вече поради дискриминационната политика на новата власт към белите и представлява по-малко от 1% от цялото население на страната.
Поради широкото разпространение на СПИН (между 24 до 35% от населението на Зимбабве са серопозитивни) и тежката икономическа ситуация естественият прираст на населението е едва 2%.

## Икономика
Икономиката на Зимбабве е една от най-затруднените в света. Страната е в състояние на икономически срив. Годишният растеж на БВП е най-ниският в света (-4,4%), а инфлацията е най-високата в света – през 1998 година тя е била 32%, а за 2008 Международният Валутен Фонд я оценява на 64,30%. Около 80% от населението живее в състояние на пълна мизерия, горе-долу толкова е и процентът на безработицата. Реформите върху собствеността на земеделските площи, както и военната подкрепа, осигурена на Демократична Република Конго между 1998 и 2002 са само част от причините за отчайващото положение на икономиката. Друг голям проблем е и драстичното обезценяване на валутата, което е и причина за хиперинфлацията.

## Туризъм
След национализацията на земите през 2000 г. туризмът в страната значително запада. Туристите намаляват със 75%, което се отразява сериозно върху икономиката на страната и води до загуба на работни места в сектора. Главната туристическа атракция са водопадите Виктория на река Замбези в североизточната част на Зимбабве на границата със Замбия. След икономическите промени водопадите се наблюдават предимно от страната на Замбия. В Зимбабве се намират и голям брой древни каменни градове, най-известните от които са руините на Велико Зимбабве.

## Други
- Комуникации в Зимбабве
- Транспорт в Зимбабве
- Армия на Зимбабве
- Външна политика на Зимбабве